# Kitty Harvey
Kitty ("Kittie") Mary Harvey (née Bonham ; 12 janvier 1860 – 10 juillet 1972) était une supercentenaire américaine, dont l'inscription a été validée par le Groupe de recherche en gérontologie (GRG). Sa longévité a été soulignée dans de nombreux journaux américains au cours des années 1960 et 1970. Elle est reconnue comme la doyenne de l'humanité du 11 janvier 1970 jusqu'à la date de sa mort.

## Biographie
Kitty Bonham naît le 12 janvier 1860 à Elizabethtown, dans l'Ohio, aux États-Unis.
Elle épousa William L. Harvey à Minneapolis, dans le comté d'Ottawa, au Kansas, en 1879, peu après son arrivée dans la région. Le couple eut un fils qui devint plus tard un éminent médecin à Minneapolis.
La famille déménagea de nouveau dans l'Oklahoma dans les années 1880, où son mari occupa le poste de greffier. William mourut du paludisme le 5 septembre 1900 à l'âge de 53 ans. Kitty et son fils retournèrent alors à Minneapolis vivre avec sa mère.
À l'âge de 109 ans, elle a reçu un diplôme universitaire honorifique de l'université où elle s'était inscrite durant sa jeunesse, mais qu'elle n'avait pas terminé pour cause de maladie.
À sa mort le 10 juillet 1972 à Minneapolis au Kansas, elle avait atteint l'âge de 112 ans.